# Carpocoris purpureipennis
Carpocoris purpureipennis (De Geer 1773) је врста стенице која припада фамилији Pentatomidae.

## Распрострањење
C. purpureipennis је распрострањена широм  Европе и централне Азије. У Србији је широко распрострањена врста.

## Опис
Врсте из рода Carpocoris имају овално тело, карактеристичне обојености, углавном је то комбинација наранџасте, жућкасте, браон или љубичасте боје. У Србији срећемо четири сличне врсте: Carpocoris melanocerus, C. pudicus, C. purpureipennis и C. fuscispinus. Боја тела  C. purpureipennis варира од љубичасте, црвенкасто-браон до жуте боје. Дужина тела је око 11-13 mm. Пронотум је широк, ова врсте се од сличне C. pudicus разликује по угловима пронотума који су избочени и црне боје, као и по облику завршног дела штитића. Ипак за најсигурнију идентификацију је неопходно прегледати парамере мужјака (дисекција гениталног апарата).Често се на пронотуму виде и уздзжне црне пруге. Антене су црне боје а ноге наранџасте.

## Биологија
Одрасле јединке се могу срести готово током целе године, али у Србији су најбројније од маја до септембра. Врста је полифагна, храни се на различитим биљним врстама, а јаја полаже на различите биљке из породица Poaceae, Fabaceae, Brassicaceae и Asteraceae. C. purpureipennis се сматра штеточином у пољопривреди.